# Colpocephalum subzerafae
Colpocephalum subzerafae är en insektsart som beskrevs av João Tendeiro 1988. Colpocephalum subzerafae ingår i släktet Colpocephalum och familjen spolätare. Inga underarter finns listade i Catalogue of Life.